# Iván Franco
Iván René Franco Díaz (* 16. April 2000 in Ybycuí) ist ein paraguayischer Fußballspieler, der beim Erstligisten Club Libertad unter Vertrag steht. Der offensive Mittelfeldspieler ist seit September 2019 paraguayischer Nationalspieler.

## Karriere

### Verein
Iván Franco stammt aus der Nachwuchsabteilung des Club Libertad aus der paraguayischen Hauptstadt Asunción. Zur Saison 2018 wurde er in die erste Mannschaft des Erstligisten befördert. Am 3. Februar 2018 (1. Spieltag) debütierte er beim 2:2-Unentschieden gegen Sportivo Luqueño in der höchsten paraguayischen Spielklasse. Er brach bereits nach kurzer Zeit in die Startformation vor und erzielte am 4. März (5. Spieltag) erzielte er beim 4:1-Auswärtssieg gegen den CA 3 de Febrero sein erstes Tor. In seiner ersten Saison erzielte er in 34 Ligaspielen sieben Tore. Im folgenden Spieljahr 2019 traf er in 37 Ligaeinsätzen elf Mal. Am 11. März 2020 erzielte er beim 3:2-Heimsieg gegen den FC Caracas seinen ersten Treffer in der Copa Libertadores.

### Nationalmannschaft
Von Mai 2018 bis Januar 2019 bestritt er drei Länderspiele für die paraguayische U20-Nationalmannschaft und nahm in dieser Zeit an der Südamerikameisterschaft in Chile teil.
Am 10. September 2019 debütierte der offensive Mittelfeldspieler beim 4:2-Testspielsieg gegen Jordanien in der A-Nationalmannschaft.

## Erfolge
Club Libertad
- Copa Paraguay: 2019
- Primera División (Paraguay): Apertura 2021 und 2022